# 血轮桐属
血轮桐属（学名：Borneodendron），也称作婆罗桐属，是大戟科的一属。

## 下属物种
本属包括以下物种：
- Borneodendron aenigmaticum Airy Shaw[2]